# Poecilostachys manongarivensis
Poecilostachys manongarivensis är en gräsart som beskrevs av Aimée Antoinette Camus. Poecilostachys manongarivensis ingår i släktet Poecilostachys och familjen gräs. Inga underarter finns listade i Catalogue of Life.